# Dynamite Kid
Thomas Billington, meglio conosciuto con lo pseudonimo Dynamite Kid (Golborne, 5 dicembre 1958 – Ince, 5 dicembre 2018), è stato un wrestler inglese.
Billington è da molti considerato come uno dei wrestler più importanti di tutti i tempi; egli è principalmente ricordato per i suoi trascorsi nella New Japan Pro-Wrestling e nella World Wrestling Federation durante la Golden Era degli anni ottanta.

## Caratteristiche
Il bagaglio tecnico di Thomas Billington era composto da manovre aeree, prese di sottomissione e mosse tecniche di ogni tipo. Egli ha influenzato un'intera generazione di wrestler moderni, in particolar modo quelli che si sono allenati presso lo Stampede Dungeon di Stewart Hart.

## Carriera

### Gli esordi (1975–1978)
Thomas Billington iniziò ad allenarsi sin da giovane sotto la guida di Ted Bentley e debuttò ufficialmente sul ring nel 1975, con lo pseudonimo Dynamite Kid.

### Stampede Wrestling (1978–1980)
Notato dagli uomini di Stu Hart, nel 1978 Thomas Billington si trasferì in Canada insieme al cugino Davey Boy Smith per allenarsi nello Stampede Dungeon. Billington fece una grande impressione con i suoi match contro Davey Boy Smith e la giovane promessa Bret Hart. Nonostante i rapporti non idilliaci tra i due, rafforzati dalle dichiarazioni di Billington circa Stu Hart nella sua autobiografia, Bret ha più volte affermato che Billington è "libbra su libbra, il più grande wrestler che sia mai vissuto". Billington iniziò ad assumere steroidi nel corso di un tour in Germania quando Sylvester Ritter gli fece provare il dianabol; inoltre assunse per la prima volta lo speed nel corso della sua permanenza in Canada su invito di Jake Roberts.

### New Japan Pro-Wrestling (1980–1984)
Raggiunto il successo in Canada, Billington partì nel 1980 per il suo primo tour di una settimana in Giappone nella International Pro Wrestling. Stu Hart e la Stampede Wrestling stipularono una nuova relazione di partnership con la New Japan Pro-Wrestling e Billington lottò per la NJPW dal 4 gennaio 1980 al 2 agosto 1984. Portò anche in Giappone il suo feud con Davey Boy Smith, ma le cose migliori le fece lottando in un feud contro Tiger Mask (Satoru Sayama); il primo match di Tiger Mask fu proprio contro Dynamite e l'"Uomo Tigre" scioccò il mondo del wrestling vincendo contro Dynamite. I due si scontrarono più volte dando vita ad una rivalità che ha permesso al wrestling della categoria Junior Heavyweight di guadagnare notorietà.
Nel corso di un tag team match svoltosi il 3 aprile del 1983 Billington infortunò Sayama, il quale fu costretto a rendere vacanti gli NWA Junior Heavyweight Championship e WWF Junior Heavyweight Championship entrambi in suo possesso. Dynamite e Kuniaki Kobayashi lottarono per i titoli, ma nessuno dei due riuscì a vincerli. Il 21 febbraio 1983 Dynamite e Tiger Mask si sfidarono per il WWF Junior Heavyweight Championship ancora vacante, ma anche in questo caso non si riuscì ad avere un vincitore poiché il match terminò per tre volte in pareggio. Questo incontro passò alla storia come il secondo più grande match degli anni ottanta.
Il 7 febbraio 1984 Dynamite riuscì a conquistare la cintura WWF Junior Heavyweight Championship vincendo un torneo organizzato dalla NJPW. Nel corso del torneo sconfisse Davey Boy Smith ed in finale vinse su The Cobra.

### All Japan Pro-Wrestling (1984–1985)
Sempre nel 1984 Billington e Smith passarono dalla NJPW alla sua acerrima rivale All Japan Pro Wrestling, lasciando tutti di stucco.

### World Wrestling Federation (1985–1990)
Il duo inglese passò, assieme a Bret Hart e a Jim Neidhart, dalla Stampede Wrestling alla World Wrestling Federation in concomitanza con l'acquisto da parte di Vince McMahon della federazione canadese; in un primo momento fu concesso loro di continuare a lottare anche per la AJPW, ma presto McMahon li obbligò a lottare in esclusiva per la WWF.
Dynamite Kid debuttò negli show televisivi della WWF il 29 agosto del 1984 con un match nel quale lui e Bret Hart sconfissero Iron Mike Sharpe e Troy Alexander. Il match venne trasmesso il 15 settembre 1984. Dynamite iniziò a fare spesso coppia con Davey Boy Smith (con il nome British Bulldogs) mentre Bret lottò assieme a Jim Neidhart (Hart Foundation); i due team si scontrarono in diversi match, molti dei quali terminati in no contest.
Il 7 aprile 1986 i British Bulldogs, accompagnati da Lou Albano ed Ozzy Osbourne vinsero il WWF Tag Team Championship battendo i Dream Team (Greg Valentine e Brutus Beefcake) nel corso di WrestleMania II.
Dynamite Kid si infortunò alla schiena nel 1986 lottando in un tag team match contro Don Muraco e Bob Orton Jr. e la WWF si trovò costretta ad affiancare a Davey Boy Smith diversi atleti per permettere la difesa del titolo. Il 26 gennaio 1987 un Billington quasi costretto all'immobilità lottò assieme a Smith in un match contro la Hart Foundation con l'unico scopo di far passare i titoli di mano. Da quel momento in poi le cinture di coppia non le riconquisteranno più.
Nel 1988 i Bulldogs lasciarono la World Wrestling Federation, in parte a causa dei problemi di convivenza nel backstage tra Billington ed i Rougeau Brothers scatenatisi in seguito ad uno scherzo organizzato da Curt Hennig. I Bulldogs, che erano noti come organizzatori di scherzi, furono accusati di aver realizzato il prank; Jacques Rougeau colpì con un pugno il viso di Billington, il quale perse quattro denti. Poiché non venne intrapresa alcuna azione disciplinare nei confronti di Rougeau, Billington lasciò la WWF, seguito da Smith.
Nel corso della sua carriera nella WWF, Billington si fece parecchi nemici, come Ed Lesley (Brutus Beefcake) e Jacques Rougeau, ma fu molto rispettato da tanti per la sua capacità di colpire in maniera stiff (senza cioè dosare il colpo) sia dentro che fuori dal ring. Due esempi emblematici: il primo risale ad un tag match tra i Bulldogs ed un tag team di jobbers, uno dei quali era un giovane Mick Foley; stando al racconto di Foley, Billington lo picchiò così forte sul ring da impedirgli di mangiare cibo solido per diverso tempo. Il secondo invece coinvolge Randy Savage, il quale chiese espressamente a Billington di guardargli le spalle mentre si trovava a bere un drink nel bar di un hotel frequentato da wrestler della NWA, tra cui Ric Flair.

### Circuito indipendente (1990–1995)
Lasciata la WWF, i Bulldogs tornarono nella Stampede Wrestling e vinsero l'International Tag Team Title. Apparirono inoltre nella All Japan Pro Wrestling, dove Giant Baba li pagò 20.000 dollari e diede loro la libertà di scegliere a quali tour partecipare. Nel 1990, Davey Boy Smith abbandonò la AJPW nel corso dell'annuale Real World Tag League Tournament e tornò nella WWF; disse agli uomini della All Japan che Dynamite fu coinvolto in un grave incidente che gli avrebbe impedito di lottare. Poiché Davey Boy Smith registrò "British Bulldog" come trademark nel corso del primo periodo passato nella WWF, decise che al suo ritorno nella WWF avrebbe lottato come "The British Bulldog" e impedì ai promoter inglesi di pubblicizzare gli show ai quali Dynamite Kid avrebbe partecipato come "uno dei British Bulldog".
Il posto di Davey Boy Smith nella AJPW fu preso da Johnny Smith ed il duo (i "British Bruisers") continuò a lottare nella AJPW, conquistando anche un AJPW All-Asia Tag Team Championships.
Billington annunciò il suo ritiro il 6 dicembre 1991, subito dopo la vittoria dei Bruisers contro Johnny Ace e Sunny Beach al Nippon Budokan di Tokyo; non poteva più combattere a causa degli anni di abusi di steroidi, dello stile di lotta ad alto impatto e dell'abuso di cocaina.
Tornò in Giappone il 28 febbraio 1993 come ospite speciale e disse che avrebbe mandato suo fratello diciassettenne ad allenarsi nel dojo della AJPW; la cosa, tuttavia, non si concretizzò. Tornò una seconda volta il 28 luglio dello stesso anno con l'intenzione di promuovere gli show della AJPW in Inghilterra nel 1994, ma anche stavolta l'affare non si fece.
Lottò un ultimo match il 10 ottobre 1995 per la Michinoku Pro nell'evento "These Days". Il match, pubblicizzato come "Legends of High-Flying", fu un 6-Man Tag che vide Dynamite lottare accanto a Dos Caras e Kuniaki Kobayashi contro Great Sasuke, Mil Mascaras ed il suo più grande rivale Tiger Mask. Il corpo di Billington, pelle ed ossa, era già evidentemente degenerato. Il match terminò quando Dynamite colpì Great Sasuke con la sua trademark move, il tombstone piledriver, permettendo a Dos Caras di colpire Sasuke con una powerbomb per lo schienamento. Il giorno successivo, mentre si trovava all'aeroporto per tornare a casa, fu colpito da un ictus e fu portato immediatamente in ospedale. Non fu il primo: accadde già in un'altra occasione, nel 1987, mentre era in viaggio con The Ultimate Warrior.
Nel 1997, ignorando i gravi problemi che lo affliggevano ogni volta che camminava, gli fu detto da uno specialista che non avrebbe più potuto camminare; ciò fu dovuto alle complicazioni legate all'operazione alla schiena subita nel 1986 a Calgary. Poco tempo dopo, la sua gamba sinistra venne amputata e da allora rimase permanentemente su una sedia a rotelle fino al giorno della sua morte.

## Vita privata
Thomas Billington è stato sposato dal 1982 al 1992 con la cognata del collega Bret Hart; la coppia ha avuto tre figli: Marek, Amaris e Bronwyne.
Nel 2000 ha pubblicato la sua prima ed unica autobiografia, intitolata Pure Dynamite: il libro racconta dell'abuso di droghe e degli scherzi crudeli per i quali era famoso nel backstage.

## Morte
Thomas Billington è morto il 5 dicembre 2018, nel giorno del suo sessantesimo compleanno.

## Personaggio

### Mosse finali
- Diving headbutt
- Kneeling reverse piledriver

### Manager
- Lou Albano

### Musiche d'ingresso
- Overture di Bill Conti (1978–1980)
- Magic di Billy Cobham (1980–1984)
- Car Wars di Tom Scott (1984–1985; 1990–1995)
- Rule, Britannia! di Thomas Arne (1985–1990)

## Titoli e riconoscimenti
- All Japan Pro-Wrestling
  - All Asia Tag Team Championship (1) – con Johnny Smith
- Atlantic Grand Prix Wrestling
  - AGPW International Heavyweight Championship (1)[8]
- Joint Wrestling Promotions
  - European Welterweight Championship (1)
  - British Welterweight Championship (1)
  - British Lightweight Championship (1)
- National Wrestling Alliance
  - NWA International Junior Heavyweight Championship (1)
  - NWA Pacific Northwest Heavyweight Championship (1)
  - NWA Pacific Northwest Tag Team Championship (1) – con David Sierra
- New Japan Pro-Wrestling
  - IWGP Junior Heavyweight Championship (1)
- Pro Wrestling Illustrated
  - 40° tra i 500 migliori wrestler maschili della storia (2003)[9]
- Stampede Wrestling
  - Stampede British Commonwealth Mid-Heavyweight Championship (5)
  - Stampede World Mid-Heavyweight Championship (4)[10]
  - Stampede North American Heavyweight Championship (1)[11]
  - Stampede International Tag Team Championship (6) – con Davey Boy Smith (2), Duke Myers (1), Kasavudo (1), Martin Ruane (1) e Mr. Pogo (1)
- World Wrestling Federation
  - WWF Tag Team Championship (1)[12] – con Davey Boy Smith
- Wrestling Observer Newsletter
  - Match of the Year (1982) – vs. Satoru Sayama
  - Hardest Worker (1983)
  - Most Underrated (1983)
  - Most Impressive Wrestler (1983, 1984, 1985)
  - Best Flying Wrestler (1985)
  - Best Technical Wrestler (1985)
  - Best Wrestling Maneuver (1985)
  - Tag Team of The Year (1985) – con Davey Boy Smith
  - Hall of Fame (1995)